# عيسى بلاطة
الدكتور عيسى بُلاطة (ولد في القدس في 25 فبراير 1929) هو أستاذ جامعي وكاتب ومترجم فلسطيني، من مترجمي الأدب العربي إلى الإنجليزية.

## حياته
ولد عيسى بُلاطة في القدس سنة 1929، أثناء حقبة الانتداب البريطاني على فلسطين. حصل على بكالوريوس آداب في تخصص الدراسات العربية والإسلامية من جامعة لندن سنة 1964، ثم درجة الدكتوراه في الأدب العربي سنة 1969 من نفس الجامعة، ثم عمل بتدريس الدراسات العربية في كلية هارتفورد اللاهوتية بولاية كونيتيكت الأمريكية قبل أن ينتقل إلى جامعة مكغيل في مونتريال سنة 1975. عمل بُلاطة بتدريس الأدب العربي والفكر العربي الحديث والدراسات القرآنية في معهد مكغيل للدراسات الإسلامية حتى تقاعد سنة 2004. وفي 1 سبتمبر 2009 مُنح لقب أستاذ شرفي. أشرف أثناء عمله في هارتفورد ثم في مونتريال على عشر أطروحات دكتوراه و38 أطروحة ماجستير. عاش في مونتريال حتى آخر أيامه.

## التأليف والترجمة
وضع بلاطة العديد من المؤلفات في الأدب والشعر العربيين وفي القرآن، كما كتب العديد من المقالات والمراجعات في الدوريات المتخصصة، إلى جانب عدد من المقالات في عدة موسوعات. وهو من أبرز مترجمي الأدب العربي، وقد فاز مرتين بجائزة أركنساس للترجمة العربية، كما كان محررًا مساهمًا في مجلة بانيبال التي تصدر من لندن.